# En tierra hostil (programa de televisión)
En tierra hostil es un programa de televisión español de reportajes-documental, producido y presentado por Alejandra Andrade y Jalis de la Serna por la productora Verte para el canal Antena 3. El programa, estrenado el 13 de enero de 2015, consiste en que un periodista y una cámara entrevistan y graban a españoles que residen en los lugares más hostiles del planeta.

## Equipo técnico
Los periodistas que han participado en el programa son Alejandra Andrade y Jalis de la Serna.

## Temporadas
| Temporada | Temporada | Episodios | Estreno             | Final              | Audiencia media | Audiencia media | Audiencia media |
| Temporada | Temporada | Episodios | Estreno             | Final              | Espectadores    | Share           |                 |
| --------- | --------- | --------- | ------------------- | ------------------ | --------------- | --------------- | --------------- |
|           | 1         | 11        | 13 de enero de 2015 | 1 de abril de 2015 | 2 387 000       | 14,0%           |                 |

### Temporada 1: 2015
| Programa | Localización                                          | Nombre del programa | Fecha de emisión      | Audiencia         |
| -------- | ----------------------------------------------------- | ------------------- | --------------------- | ----------------- |
| 1x01     | Bandera de República Democrática del Congo            | RD del Congo        | 13 de enero de 2015   | 3.217.000 (16,3%) |
| 1x02     | Bandera de Marruecos · Bandera de España              | Marruecos           | 20 de enero de 2015   | 3.225.000 (16,4%) |
| 1x03     | Bandera de Colombia                                   | Colombia            | 27 de enero de 2015   | 2.784.000 (14,2%) |
| 1x04     | Bandera de México                                     | Michoacán (México)  | 3 de febrero de 2015  | 2.196.000 (11,5%) |
| 1x05     | Bandera de Corea del Norte · Bandera de Corea del Sur | Corea del Norte     | 10 de febrero de 2015 | 3.588.000 (20,9%) |
| 1x06     | Bandera de Brasil                                     | Brasil              | 4 de marzo de 2015    | 2.455.000 (13,1%) |
| 1x07     | Bandera de Ucrania                                    | Ucrania             | 11 de marzo de 2015   | 1.806.000 (10,1%) |
| 1x08     | Bandera de Venezuela                                  | Venezuela           | 18 de marzo de 2015   | 2.908.000 (16,5%) |
| 1x09     | Bandera de Mali                                       | Mali                | 25 de marzo de 2015   | 1.973.000 (10,6%) |
| 1x10     | Bandera de México                                     | México              | 25 de marzo de 2015   | 1.074.000 (10,2%) |
| 1x11     | Bandera de Honduras                                   | Honduras            | 1 de abril de 2015    | 1.036.000 (13,9%) |

#### Especiales: Las Claves
| Programa | Localización                               | Nombre del programa              | Fecha de emisión      | Audiencia         |
| -------- | ------------------------------------------ | -------------------------------- | --------------------- | ----------------- |
| 1x01     | Bandera de República Democrática del Congo | Las claves de RD del Congo       | 13 de enero de 2015   | 2 410 000 (16,1%) |
| 1x02     | Bandera de Marruecos · Bandera de España   | Las claves de Marruecos          | 20 de enero de 2015   | 2 453 000 (16,3%) |
| 1x03     | Bandera de Colombia                        | Las claves de Colombia           | 27 de enero de 2015   | 2 042 000 (13,8%) |
| 1x04     | Bandera de México                          | Las claves de Michoacán (México) | 3 de febrero de 2015  | 1 633 000 (12,3%) |
| 1x05     | Bandera de Corea del Norte                 | Las claves de Corea del Norte    | 10 de febrero de 2015 | 1 731 000 (17,3%) |
| 1x06     | Bandera de Brasil                          | Las claves de Brasil             | 4 de marzo de 2015    | 1 973 000 (14,6%) |
| 1x07     | Bandera de Ucrania                         | Las claves de Ucrania            | 11 de marzo de 2015   | 1 098 000 (10,0%) |
| 1x08     | Bandera de Venezuela                       | Las claves de Venezuela          | 18 de marzo de 2015   | 1 816 000 (17,2%) |
| 1x09     | Bandera de Mali                            | Las claves de Malí               | 25 de marzo de 2015   | 459 000 (7,3%)    |
| 1x10     | Bandera de México                          | Las claves de México             | 25 de marzo de 2015   | 273 000 (6,6%)    |
| 1x11     | Bandera de Honduras                        | Las claves de Honduras           | 1 de abril de 2015    | 613 000 (14,6%)   |

#### Especiales
| Programa | Nombre del programa | Fecha de emisión   | Audiencia       |
| -------- | ------------------- | ------------------ | --------------- |
| 1        | Making of           | 9 de abril de 2015 | 857 000 (11,4%) |

## Críticas
El segundo programa, titulado Marruecos, fue criticado desde Ceuta por distintos grupos sociales, por el delegado del gobierno y por el presidente de la ciudad. Se calificó el programa de sensacionalista, manipulador y falso desde las redes sociales. El presidente de la ciudad, Juan Vivas, declaró que este tipo de programas buscan el sensacionalismo y son sesgados con la realidad para buscar mayor audiencia. Apuntó que Ceuta no es la cantera del yihadismo en Europa y aquí no hay tolerancia hacia el fanatismo y el terrorismo porque la inmensa mayoría de la ciudadanía son personas de bien y de orden que rechazan absolutamente el uso de la religión para sembrar odio, violencia y confrontación. 
El delegado del gobierno en la ciudad dijo que Ceuta ha salido muy perjudicada, ya que este espacio ha dañado la imagen del colectivo musulmán de Ceuta como no lo había hecho nadie hasta ahora. Además llevó el vídeo del programa a la Fiscalía de la Audiencia Nacional por si las declaraciones emitidas durante el programa eran constitutivas de delito.
Otra crítica hacía el segundo programa fue la elección del título. El episodio se nombró Marruecos, a pesar de que la mayoría del programa transcurría en territorio español, en Ceuta.